# Бакдаш (кафе-мороженое)
Бакдаш (араб. بَكْدَاش‎), латинизируемое как Bakdash, является знаковым кафе-мороженым на рынке Аль-Хамидия в древнем городе Дамаск. Основанный в 1895 году, он славится своей традиционной ближневосточной бузой — замороженным молочным десертом из мастики. Он известен во всём арабском мире и стал популярной туристической достопримечательностью.
Второй филиал открылся в Аммане, Иордания, в 2013 году для обслуживания растущей там сирийской диаспоры — в условиях гражданской войны в Сирии, замедления экономической активности и проблем с цепочкой поставок в главном филиале в Дамаске.